# Det forheksede Hus
Det forheksede Hus er en fransk stumfilm fra 1908 af Segundo de Chomón.